# HD 38089
HD 38089 è una stella bianco-gialla nella sequenza principale di magnitudine 5,98 situata nella costellazione di Orione. Dista 164 anni luce dal sistema solare.

## Osservazione
Si tratta di una stella situata nell'emisfero celeste australe, ma molto in prossimità dell'equatore celeste; ciò comporta che possa essere osservata da tutte le regioni abitate della Terra senza alcuna difficoltà e che sia invisibile soltanto molto oltre il circolo polare artico. Nell'emisfero sud invece appare circumpolare solo nelle aree più interne del continente antartico. La sua magnitudine pari a 6 la pone al limite della visibilità ad occhio nudo, pertanto per essere osservata senza l'ausilio di strumenti occorre un cielo limpido e possibilmente senza Luna.
Il periodo migliore per la sua osservazione nel cielo serale ricade nei mesi compresi fra fine ottobre e aprile; da entrambi gli emisferi il periodo di visibilità rimane indicativamente lo stesso, grazie alla posizione della stella non lontana dall'equatore celeste.

## Caratteristiche fisiche
La stella è una bianco-gialla nella sequenza principale; possiede una magnitudine assoluta di 2,48 e la sua velocità radiale positiva indica che la stella si sta allontanando dal sistema solare.

## Sistema stellare
HD 38089 è un sistema multiplo formato da 4 componenti. La componente principale A è una stella di magnitudine 5,98. La componente B è di magnitudine 7,2. La componente C è di magnitudine 10,0, separata da 99,7 secondi d'arco da A e con angolo di posizione di 233 gradi. La componente D è di magnitudine 13,5, separata da 1,0 secondi d'arco da C e con angolo di posizione di 199 gradi.